# 新庄直ハツ
新庄 直𩑛（しんじょう なおはつ、慶応元年（1865年）5月 - 慶応3年9月15日（1867年10月12日））は、常陸麻生藩の第14代藩主。（
「はつ」の字は、偏が「爻」で旁が「頁」の第二水準外の漢字（𩑛）。）
慶応元年（1865年）5月、第13代藩主・新庄直彪の長男として江戸で生まれる。母は松平康爵の養女（直彪の叔父・新庄直行の娘）。幼名は容丸。7月4日に父が死去したため、生後わずか2ヶ月で家督を継いで第14代藩主となる。しかし慶応3年（1867年）9月15日に死去した。享年3。墓所は東京都文京区本駒込の吉祥寺。法名は俊苗院殿秀瑞玉英大居士。
分家の新庄直敬が跡を継いだ。

## 系譜
父母
- 新庄直彪（父）
- 松平康爵の養女、新庄直行の娘（母）

養子
- 新庄直敬 ー 新庄直孝の長男